# Paratriaenops
Paratriaenops é um gênero de morcegos da família Hipposideridae. As três espécies descritas estavam incluídas no gênero Triaenops, entretanto, um estudo recente demonstrou que Triaenops é parafilético, e elevou um novo gênero para incluir essas espécies.

## Espécies
- Paratriaenops auritus (Grandidier, 1912)
- Paratriaenops furculus (Trouessart, 1906)
- Paratriaenops pauliani (Goodman & Ranivo, 2008)